# Notaulax paucoculata
Notaulax paucoculata är en ringmaskart som beskrevs av Perkins 1984. Notaulax paucoculata ingår i släktet Notaulax och familjen Sabellidae. Inga underarter finns listade i Catalogue of Life.